# Conchapelopia aagaardi
Conchapelopia aagaardi är en tvåvingeart som beskrevs av Murray 1987. Conchapelopia aagaardi ingår i släktet Conchapelopia och familjen fjädermyggor.
Artens utbredningsområde är Norge. Arten har ej påträffats i Sverige. Inga underarter finns listade i Catalogue of Life.